# Emma Fuhrmann
Emma Cate Fuhrmann (Dallas, Texas, 15 de septiembre de 2001) es una actriz estadounidense conocida por su trabajo como Finnegan O'Neil en The Magic of Belle Isle (2012), Espn Friedman en Blended (2014) y Cassie Lang en Avengers: Endgame (2019).

## Trayectoria
Sus créditos cinematográficos incluyen el papel protagonista de Finnegan O'Neil junto a Morgan Freeman en la película dirigida por Rob Reiner, The Magic of Belle Isle, y su papel coprotagonista como la hija del personaje de Adam Sandler, Espn, en Blended, junto a Sandler y Drew Barrymore. Fuhrmann también apareció en la película de 2015, Lost in the Sun], con Josh Duhamel y Lynn Collins. Además, interpretó a una Cassie Lang mayor en Avengers: Endgame. Sin embargo, en 2020 se anunció que sería reemplazada en la franquicia MCU como Cassie Lang por Kathryn Newton. Más tarde publicó en su Twitter que solo se enteró de que sería sustituida cuando se hizo pública la noticia.
En 2014 fue nombrada por Teen.com una de las 11 novedades de taquilla de verano que debes conocer.

## Vida personal
Nacida en Dallas, Texas, es una ferviente defensora de la Alzheimer's Association y una de sus Celebrity Champions desde 2011. También apoya a las familias de militares estadounidenses a través de The Boot Campaign. Su objetivo es devolver siempre algo a la comunidad en la que rueda sus películas, ya sea a la despensa de alimentos de Greenwood Lake, Nueva York, donde rodó The Magic of Belle Isle o el orfanato Grace Help Centre de Rustemburgo (Sudáfrica), cerca del cual rodó Blended. También trabaja con enfermos de cáncer en el Cook Children's Hospital de Fort Worth, Texas, y es una firme defensora de The Gentle Barn, un santuario para animales maltratados con sede en California, así como de Humane Society of the United States.
Durante varias entrevistas en 2013, a sus entonces 11 años, habló de ser muy deportista, de nadar en un equipo de natación en verano y de esquiar en las pistas en invierno. En aquella época también dijo que le gustaba la moda y diseñar su propia ropa, y que esperaba tener su propia marca cuando fuera mayor. En julio de 2013 se asoció con Flower Beauty, de Drew Barrymore, para promocionar su propia línea de maquillaje dirigida al público adolescente.

## Filmografía

### Cine
| Año  | Título                  | Papel           | Notas     |
| ---- | ----------------------- | --------------- | --------- |
| 2009 | The Fandango Sisters    | Lil' Tiffany    |           |
| 2012 | The Magic of Belle Isle | Finnegan O'Neil |           |
| 2014 | Blended                 | Espn Friedman   |           |
| 2015 | Lost in the Sun         | Rose            |           |
| 2017 | Girl Followed           | Regan Lindstrom | Telefilme |
| 2019 | Avengers: Endgame       | Cassie Lang     |           |
| 2020 | Murder in the Vineyard  | Beatrice Kirk   | Telefilme |

### Televisión
| Año  | Título        | Papel              | Notas                                |
| ---- | ------------- | ------------------ | ------------------------------------ |
| 2010 | Chase         | Sissy Peele        | Episodio: «Piloto»                   |
| 2010 | The Good Guys | Oficial subalterno | Episodio: «Little Things»            |
| 2011 | Prime Suspect | Amanda Patterson   | Episodio: «Underwater»               |
| 2018 | Chicago Fire  | Erica Ballard      | Episodio: «What Will Define You»     |
| 2020 | Station 19    | Rachel Morewall    | Episodio: «The Ghosts That Haunt Me» |

### Vídeos musicales
| Año  | Título   | Papel           | Artista(s) |
| ---- | -------- | --------------- | ---------- |
| 2010 | On To Me | Chica principal | Ladylike   |

## Premios y nominaciones
| Año  | Asociación              | Categoría                                                         | Nominada por       | Resultado | Referencia. |
| ---- | ----------------------- | ----------------------------------------------------------------- | ------------------ | --------- | ----------- |
| 2012 | Festival de Cine Gideon | Mejor actriz de cortometraje                                      | "Are We Listening" | Nominada  | [ 11 ]      |
| 2015 | Premios Young Artist    | Mejor interpretación en un largometraje - Elenco joven            | Blended            | Ganadora  | [ 12 ]      |
| 2015 | Premios Young Artist    | Mejor interpretación en un largometraje - Mejor actriz de reparto | Blended            | Nominada  | [ 12 ]      |